# 肯農·謝爾登
肯農·謝爾登（英語：Kennon Marshall Sheldon）是密蘇里州哥倫比亞市密蘇里大學的心理學教授。肯農·謝爾登的研究領域包括幸福感、動機、自我決定論、人格及正向心理學，並撰寫及編輯了多本學術書籍，以及超過200篇學術文章和書籍章節。

## 獎項
鄧普頓基金會〝正向心理學〞獎 (2002年)

## 人類動機的研究
肯農·謝爾登已經確定了四種類型的動機，他認為這些動機決定了我們作為人類採取行動的選擇。
- 內在動機：我想要這個活動是為了活動本身；活動本身是可取的。
- 後天動力：我進行這項活動是因為這是我應該做的事情。涉及到一定程度的接管社會的需求。不這樣做可能會導致內疚或羞恥。
- 確定的動機：我進行這項活動是因為它會導致將來發生一些令人嚮往的事情。活動本身不一定是愉快的，但我這樣做是為了實現未來的目標。
- 外部動機：我進行這項活動是為了避免不愉快的後果，或者因為有必要實現其他目標。這項活動對我來說通常會很不舒服。

肯農·謝爾登指出，我們很少僅根據四種動機中的一種採取行動。大多數行動都是基於混合的動機，這些動機可能看起來很相反；在這種情況下，最強烈的動機將獲勝。

## 外部連結
- 肯農·謝爾登 （页面存档备份，存于）, 密蘇里大學心理學系